# Republika Helwecka
Republika Helwecka (fr. République Hélvetique, niem. Helvetische Republik, wł. Repubblica Elvetica) – historyczne państwo, istniejące w latach 1798–1803, na terenie Szwajcarii.

## Historia

### Tło polityczne
Okres od 1712 do 1798 przejawiał się w Szwajcarii zmniejszaniem i ograniczaniem praw mieszkańców kantonów, przykładowo nie odbywały się przeprowadzane wcześniej referenda. Absolutyzm władzy, sprawowanej często przez oligarchiczne rody, doprowadził do wielu wystąpień ludności w poszczególnych kantonach. Rozruchy miały miejsce w dolinie Rodanu (1790), w miastach: Yverdon, Moudon, Vevey i Ouchy (1791), w Jurze (1792) oraz w miejscowościach nad Jeziorem Zuryskim (1794). Niemałe znaczenie miała również rewolucja we Francji. Duży wpływ na sprowadzanie do Szwajcarii haseł i idei rewolucyjnych mieli powracający do kraju najemnicy szwajcarscy. Dodatkowo w zachodnim obszarze kraju dominował język francuski, który ułatwiał przenikanie rewolucyjnych nowinek z Francji .
W Paryżu swoją siedzibę miała emigracja szwajcarska. Od 1790 działał tam szwajcarski klub patriotyczny założony przez Jeana Nicolasa Castelliego. Wśród zwolenników zmian ustrojowych w kraju wyróżniali się m.in.: Frédéric César de La Harpe, Peter Ochs oraz Paul Usteri. W stolicy francuskiej w grudniu 1797 doszło do spotkania Petera Ochsa i Frédérica Césara de La Harpe’a z Napoleonem Bonaparte. Zostali oni poinformowani o planowanej inwazji wojsk francuskich, otrzymali również zadanie przygotowania w kraju powstania. Szwajcarscy rewolucjoniści zdawali sobie sprawę, że pomoc Francji jest im niezbędna w dokonaniu radykalnych zmian w ustroju Konfederacji Szwajcarskiej, gdyż sami nie mieli ku temu środków czy możliwości .

### Powstanie Republiki

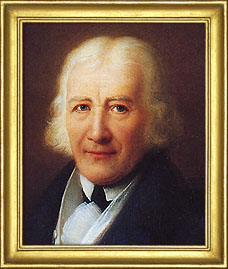
Frédéric-César de La Harpe

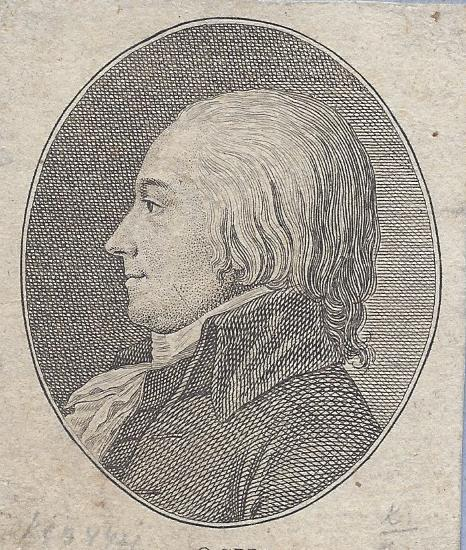
Peter Ochs

Pod koniec 1797 francuski dyrektoriat podjął uchwałę o zajęciu Szwajcarii. W styczniu 1798 w Vaud wybuchło powstanie. Jego mieszkańcy proklamowali niezależność od kantonu Berno i utworzenie Republiki Léman. Na pomoc wezwali wojska Republiki Francuskiej  . 5 marca 1798 siły francuskie wkroczyły na terytorium szwajcarskie. Jedynie kantony Berno, Solura i Fryburg podjęły próbę oporu, wobec czego cały kraj znalazł się pod panowaniem francuskim.
12 kwietnia 1798 w Aarau zebrało się 121 deputowanych z 10 kantonów. Podjęto uchwałę o rozwiązaniu Starej Konfederacji Szwajcarskiej i w jej miejsce utworzono Republikę Helwecką. Powołano 5-osobowy rząd o nieograniczonej władzy zwany dyrektoriatem wykonawczym, utworzono Wielką Radę i Senat, uchwalono nową konstytucję opracowaną przez Petera Ochsa (nazywaną przez jego przeciwników Książeczką Ochsa), zniesiono dziesięcinę, tortury i obowiązek przynależności cechowej, wprowadzono jednolite prawo miejskie i podział kraju na 23 kantony. Z terytorium dawnej Szwajcarii odłączono Genewę, Neuchâtel, Biel i dolinę Valtellina .
Nową konstytucję przyjęto w Vaud. Natomiast kanton Bazylea zaczął opracowywać następujące modyfikacje: zwiększenie praw kantonów, zmniejszenie pozycji dyrektoriatu względem parlamentu tudzież sądownictwa, ułatwienie rewizji konstytucji. Zmiany te zaaprobowały takie kantony jak: Argowia, Berno, Fryburg, Obwalden, Solura, Szafuza i Zurych. Jednakże dalszym zmianom zapobiegli Francuzi, którzy obwieścili, że obowiązuje wyłącznie pierwotna wersja konstytucji projektu Ochsa i zabronione jest dokonywanie jakichkolwiek zmian. Przyjęcia nowej ustawy zasadniczej odmówiły kantony: Appenzell Innerrhoden, Glarus, Nidwalden, Schwyz, Uri oraz Zug .
Wewnątrz kraju zaczęły wybuchać antyfrancuskie powstania. Po utworzeniu państwa kantony Glarus i Schwyz ogłosiły secesję. Przywódcą buntu był Alois von Reding, jednak jego oddziały zostały pokonane przez francuską armię w bitwie pod Rothenthurm 2 maja 1798. Nie powstrzymało to jednak oporu ludności; na terenie kraju zaczęła działać partyzantka. Na początku 1799 roku w kantonach Uri, Schwyz, Ticino i Valais wybuchło powstanie chłopskie. W 1799 Republika Helwecka stała się teatrem wojny francusko-austriackiej, a w lecie tego roku część jej ziem była przejściowo okupowana przez armię rosyjską pod dowództwem Aleksandra Suworowa . Korzystając z zamieszek, do kraju wkroczyły wojska austriackie, zajmując Gryzonię.
W kraju nastąpiła anarchia.  W styczniu 1800 roku zniesiono dyrektoriat i zastąpiono go Komitetem Rady Helweckiej. Wśród szwajcarskich polityków nastąpiła wyraźna polaryzacja na dwie grupy: unitarystów (zwolenników państwa jednolitego i niepodzielnego) tudzież federalistów (zwiększenia pozycji i uprawnień kantonów). Oba środowiska szukały wsparcia u Napoleona. Konflikt ten przekładał się na niespokojną sytuację w kraju i liczne zamachy stanu (w styczniu i sierpniu 1800, październiku 1801 i kwietniu 1802) .
Elity szwajcarskie próbowały dokonać zmiany ustroju kraju, podejmując nieudane próby uchwalenia nowych konstytucji (z dnia 29 maja 1801 oraz 24 października 1801). Kolejny projekt ustawy zasadniczej pochodził z 27 lutego 1802, a 20 maja tego roku został poddany pod referendum. W jego wyniku został przyjęty pomimo tego, że zwolenników było mniej (72 453) niż jej przeciwników (92 423). Najprawdopodobniej do głosów zwolenników dodano głosy obywateli niebiorących udziału w głosowaniu (167 172). Duże znacznie dla wprowadzenia w życie nowej ustawy zasadniczej miało też wycofanie z terenu Szwajcarii wojsk francuskich w lipcu 1802 .

### Akt Mediacyjny

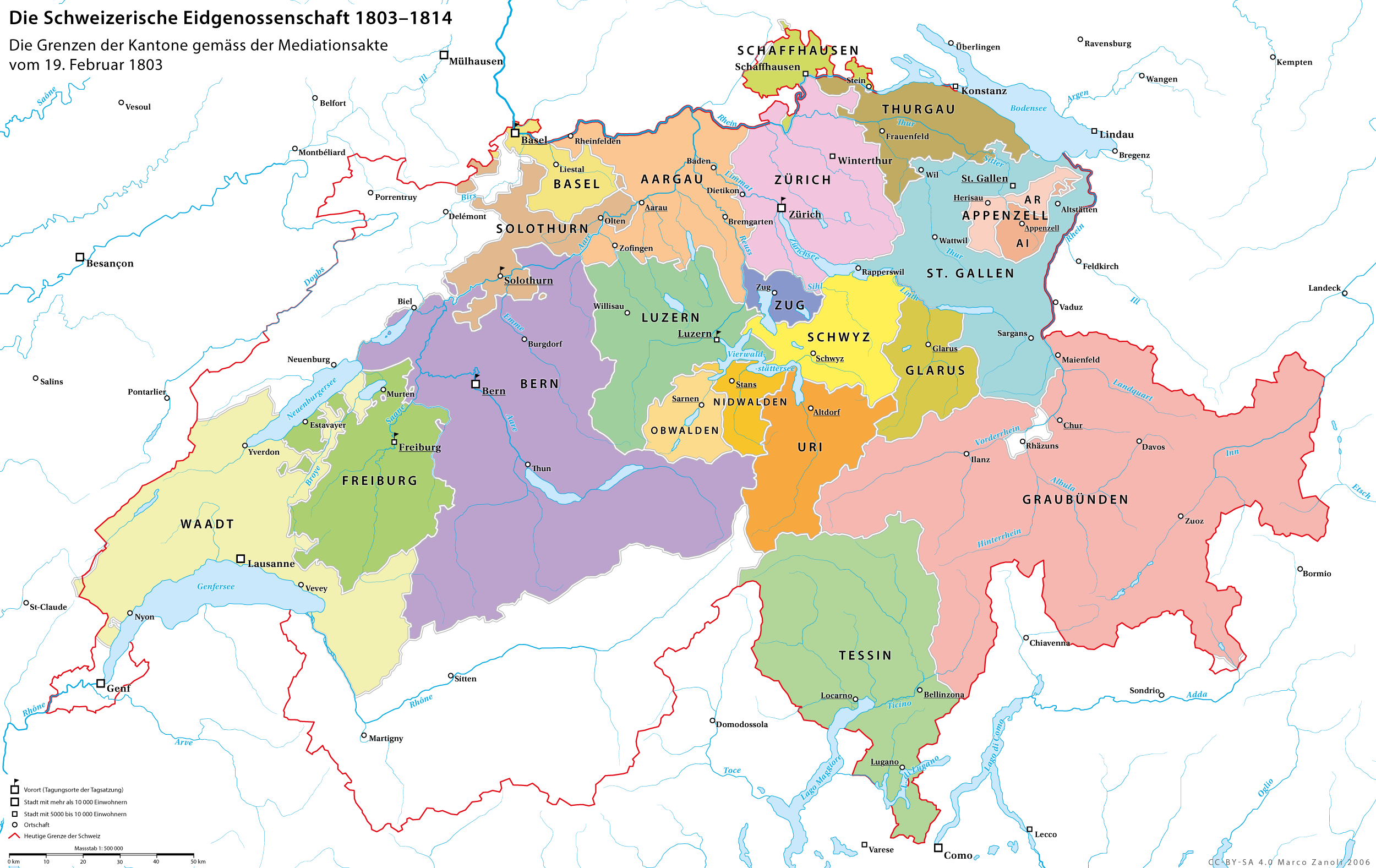
Republika Helwecka w latach 1803-1813

Druga konstytucja helwecka nie uspokoiła sytuacji w kraju, w którym wciąż dochodziło do zbrojnych wystąpień. Pod koniec lata 1802 wybuchło największe z nich nazwano je „wojną kijów” (Stecklikrieg), z uwagi na brak innej broni jej uczestników. Zamieszki te były spowodowane przez m.in. tragiczną sytuację ekonomiczną mieszkańców Republiki, spustoszenia dokonane przez siły francuskie, austriackie i rosyjskie tudzież przez podniesienie obciążeń fiskalnych. Dodatkowo wśród Szwajcarów był obecny silny partykularyzm kantonalny i chęć powrotu do dawnych uregulowań ustrojowych z czasów Starej Konfederacji. W tej sytuacji Napoleon Bonaparte w deklaracji z dnia 30 września 1802 zagroził ponowną interwencją zbrojną, gdyby nie istniała możliwość uspokojenia nastrojów społecznych. By zapobiec zbrojnej ingerencji, wskazał siebie jako mediatora pomiędzy przeciwnikami. W Paryżu zwołano zebranie Konstytuanty Szwajcarskiej (Consulta), a obrady rozpoczęto 10 grudnia 1802. W jej składzie znaleźli się przedstawiciele Senatu, który posiadał prawo do rewizji konstytucji. Niezależnie od faktu, że zwolenników centralizacji było więcej niż federalistów (stosunek 45 do 18), Napoleonowi udało się przeforsować swoją koncepcję nowego modelu ustrojowego Szwajcarii. 19 lutego 1803 wydał nową ustawę zasadniczą zwaną Aktem Mediacyjnym, która była wzorowana na konstytucji Stanów Zjednoczonych . W przedmowie do Aktu Napoleon napisał do Szwajcarów:

Pogrążona w sporach Helwecja groziła rozpadem. Nie mogła sama znaleźć sposobu powrotu do porządku konstytucyjnego. Stara przychylność Narodu Francuskiego do tego godnego szacunku ludu, którego niedawno własną krwią bronił i przez swoje traktaty; jako niezależna siła chciał być uznany; to interes Francji i Republiki Włoskiej, której granica Szwajcarii dotyka; prośba Senatu; demokratycznych kantonów; w końcu życzenie całego Narodu Helweckiego zobligowało Nas, aby pełnić rolę Mediatora pomiędzy podzielonymi stronami [...].

Mimo własnej konstytucji Szwajcaria nie była krajem w pełni samodzielnym i w tzw. „czasach Mediacji” pozostawała zależna od Francji do 1813 w charakterze państwa stowarzyszonego jako luźny związek 19 kantonów. Żołnierze szwajcarscy w liczbie ok. 10 tys. wzięli udział w inwazji na Rosję, a po klęsce w bitwie nad Berezyną do ojczyzny wróciło ich ok. 700. Akt Mediacyjny był podstawą ustroju Szwajcarii niemal do końca 1813. Sytuacja zmieniła się pod koniec roku, gdy po klęsce Napoleona w bitwie pod Lipskiem koalicja antyfrancuska zażądała od Szwajcarii uchylenia tego aktu. Uczyniło to Zgromadzenie Federalne złożone z przedstawicieli dziesięciu kantonów uchwałą z dnia 29 grudnia 1813. Natomiast wcześniej, 18 listopada tegoż roku, ogłoszona została neutralność Szwajcarii, którą ostatecznie potwierdzono 20 marca 1815 na kongresie wiedeńskim. Kongres zatwierdził także nowe granice Szwajcarii, przyłączając do jej terenów dolinę Valtellina i „jurajskie dystrykty niegdysiejszego księstwa – biskupstwa Bazylei”. Do Konfederacji jako kantony dołączyły też: Genewa, Neuchâtel i Valais. Nowym aktem prawnym regulującym ustrój Szwajcarii została Umowa Związkowa z 7 sierpnia 1815 .